# Heiliger Weg

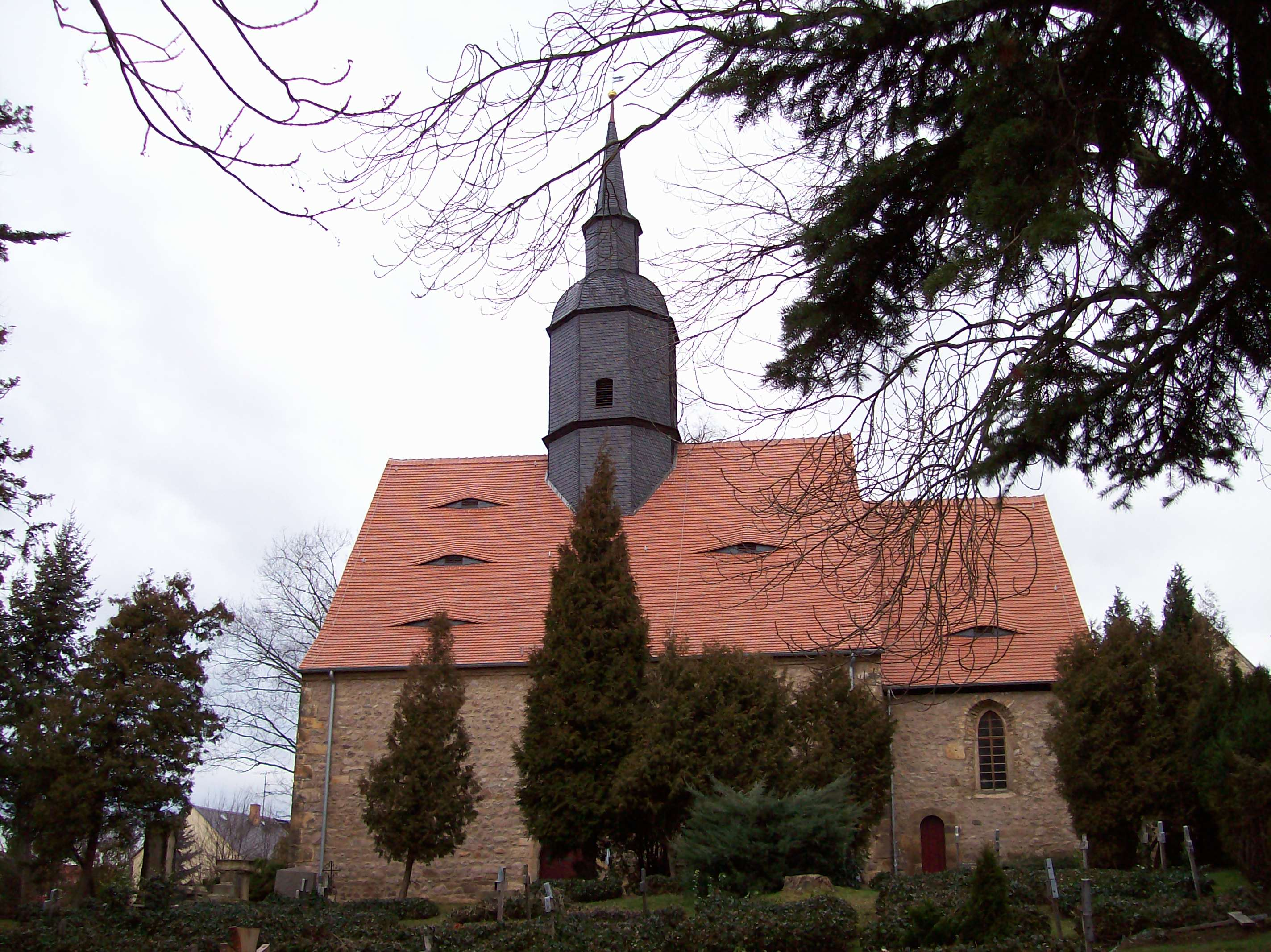
Jakobikirche Wilsdruff (heute: Autobahnkirche)

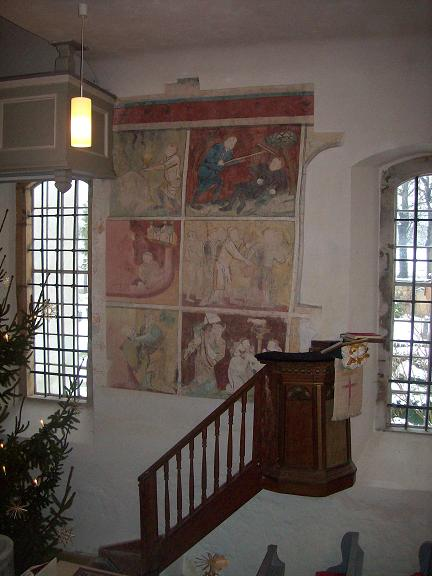
Kirche Fördergersdorf, mittelalterliche Wandbilder

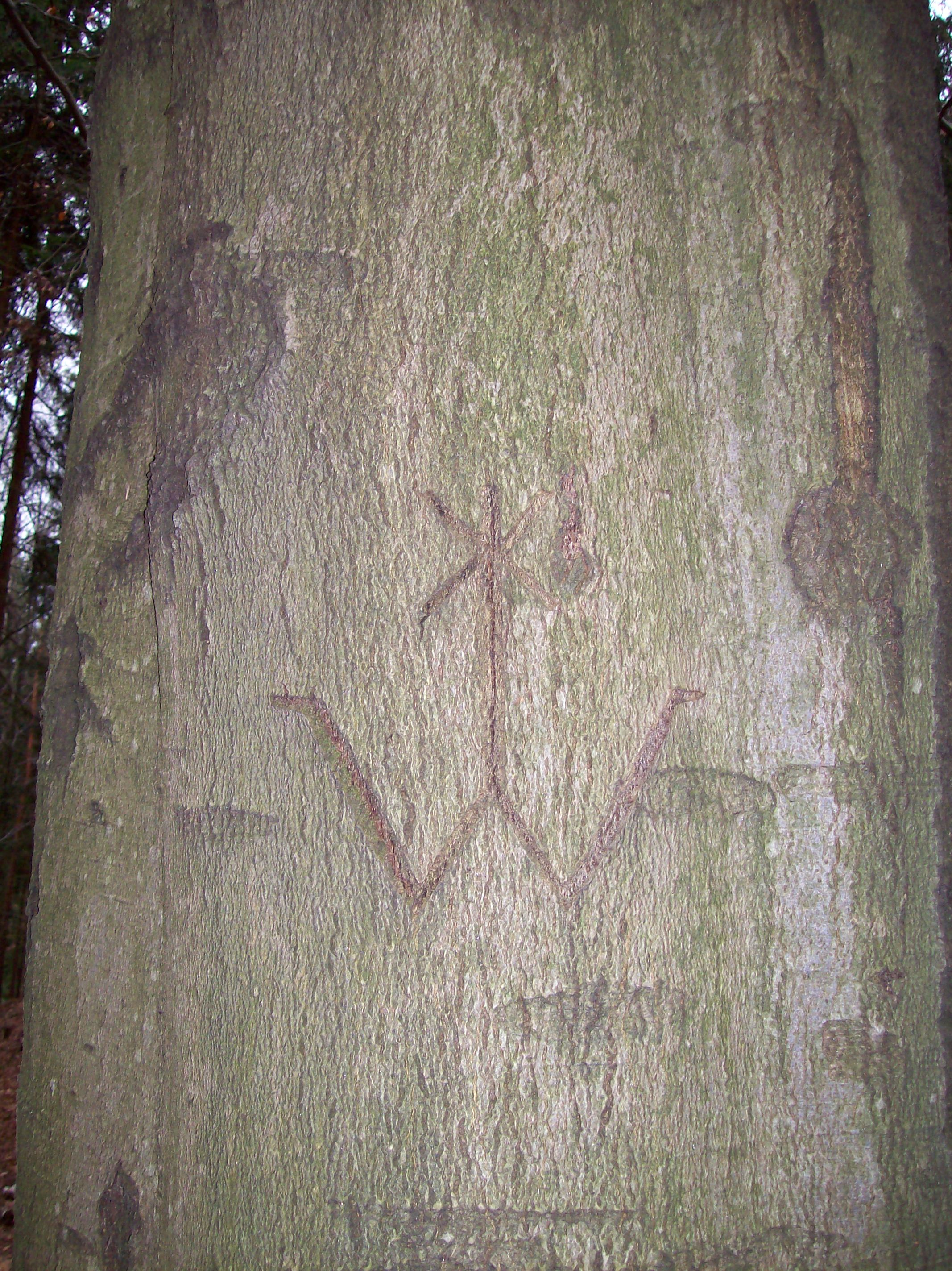
Rekonstruiertes Waldzeichen zur Markierung des Fürsten- oder Herrenweges im Tharandter Wald

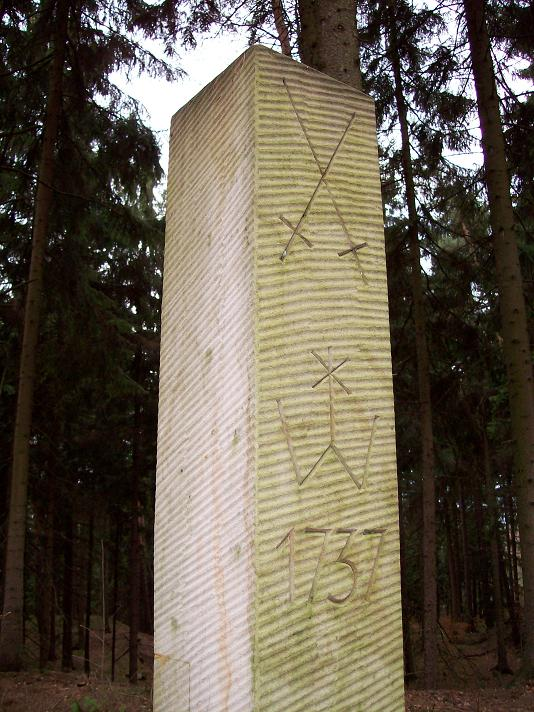
Jagdsäule im Tharandter Wald

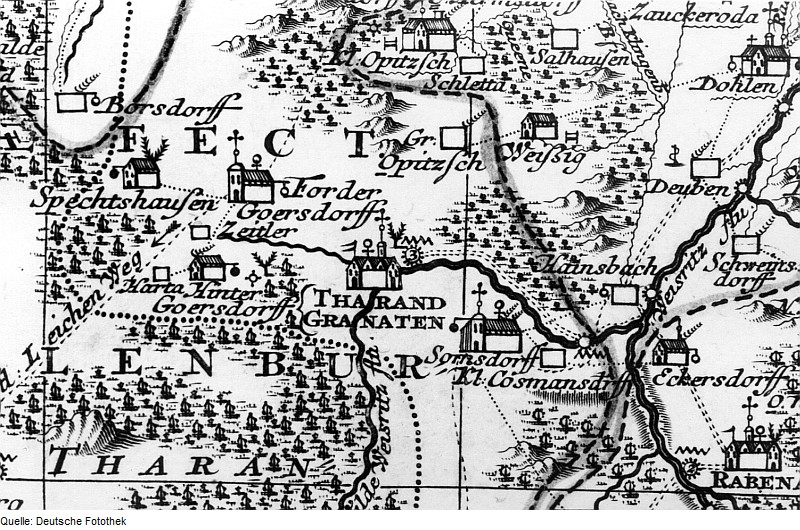
Leichen Weg über Forder Goersdorff, Ausschnitt einer Landkarte aus dem 18. Jahrhundert

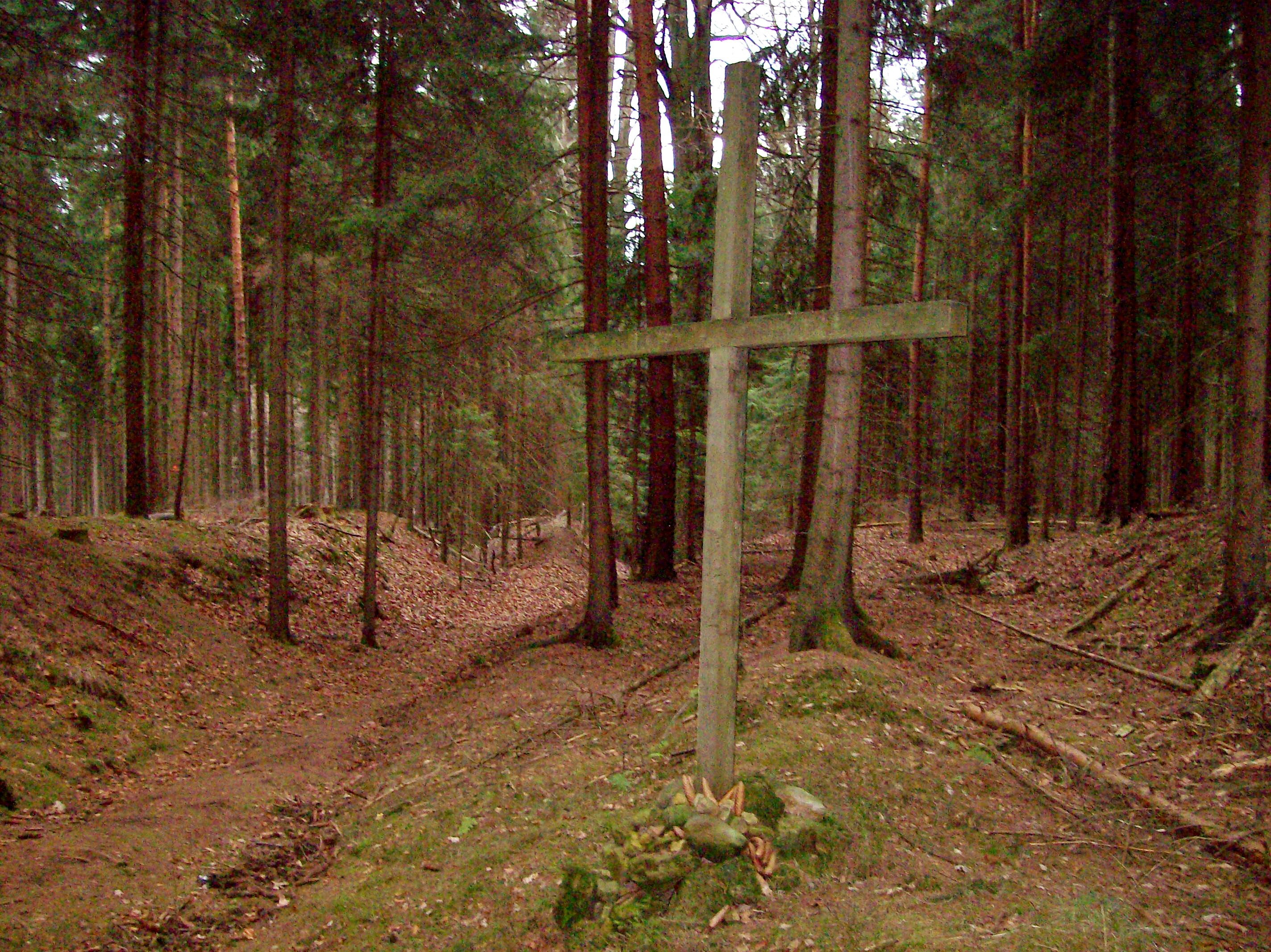
Pilgerkreuz im Tharandter Wald

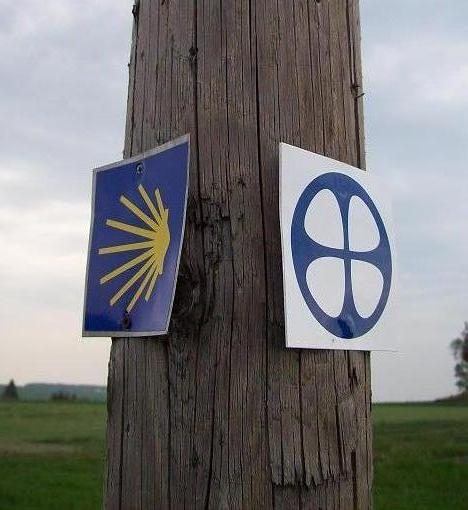
Markierung Sächsischer Jakobsweg und Heiliger Weg in Pohrsdorf

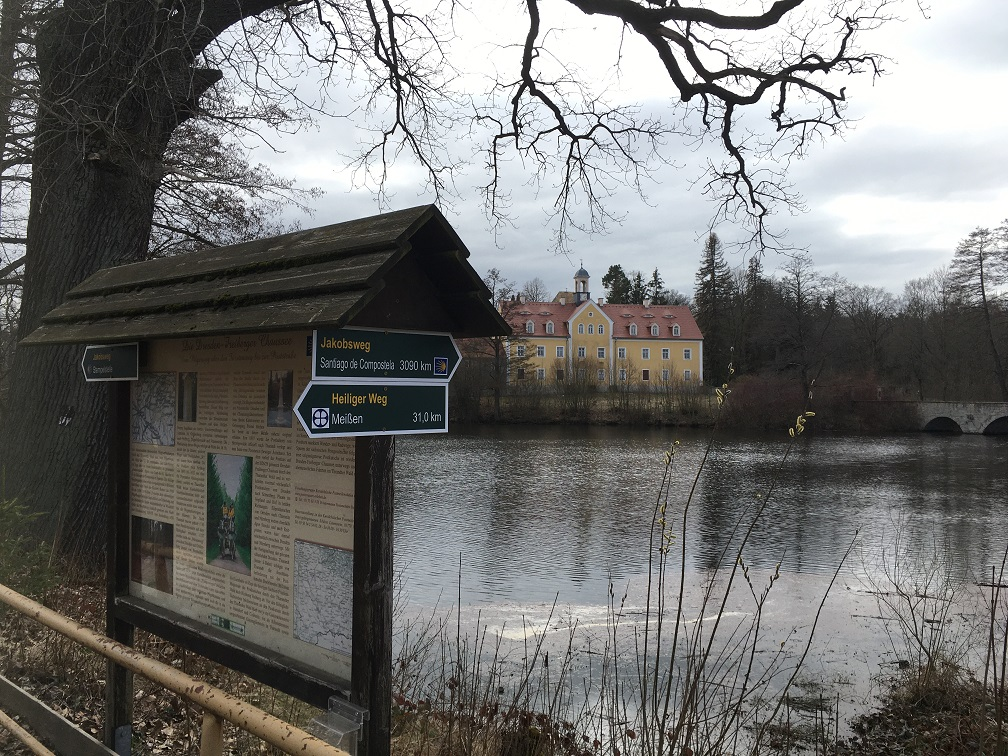
Ausschilderung Sächsischer Jakobsweg und Heiliger Weg sowie Stempelstelle in Grillenburg

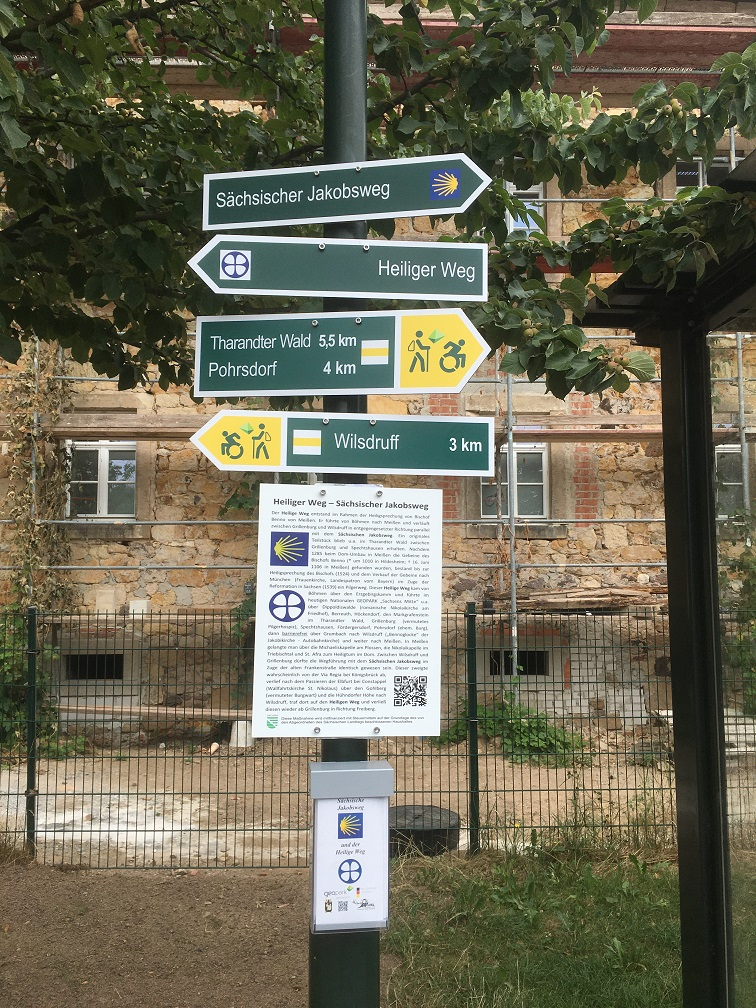
Beschilderung der Pilgerwege in Grumbach

Der Heilige Weg entstand im Rahmen der Heiligsprechung von Bischof Benno von Meißen. Er führte von Böhmen nach Meißen und verlief zwischen Grillenburg und Wilsdruff im Landkreis Sächsische Schweiz-Osterzgebirge in entgegengesetzter Richtung parallel mit dem Sächsischen Jakobsweg. Ein originales Teilstück blieb u. a. im Tharandter Wald zwischen Grillenburg und Spechtshausen erhalten.

## Entstehung und Verlauf
Nachdem beim Domumbau (ab 1260) in Meißen die Gebeine des Bischofs Benno (* um 1010 in Hildesheim; † 16. Juni 1106 in Meißen) gefunden und um 1270 erhoben wurden, bestand bis zur Heiligsprechung des Bischofs (1524) und der Überführung der Gebeine ab 1539 über Stolpen und Wurzen nach München (Frauenkirche, Patron von München), im Zuge der Reformation im Kurfürstentum Sachsen, ein Pilgerweg. Er kam von Böhmen über den Erzgebirgskamm und führte über Frauenstein (Friedhofskapelle – ehem. Stadtkirche), Reichstädt (ehem. Kahlehöhenkirche), Dippoldiswalde (Betsäulen, z. T. romanische Stadtkirche und Nikolaikirche am Friedhof), Berreuth, Ruppendorf (Betsäule), Höckendorf (romanische Dorfkirche), den Markgrafenstein (mittelalterlicher Wachpunkt der Burg Tharandt bei Warnsdorf), Grillenburg, Spechtshausen, Fördergersdorf (romanische Dorfkirche mit Wandbildern), Grumbach (Dorfkirche romanischen Ursprungs), Wilsdruff (einst eines der ältesten Geläute Sachsens mit sogenannter Bennoglocke in der Jakobikirche) nach Meißen. In Meißen gelangte man über die Martinskapelle (um 1200) am Plossen, die Nikolaikapelle (1220) im Triebischtal und das Augustiner-Chorherrenstift St. Afra (um 1220) zum Heiligtum im Meißner Dom auf dem Burgberg.
Zwischen Grillenburg (vermutetes Pilgerhospiz) und Wilsdruff (Jakobikirche) dürfte die Wegführung mit dem meißnisch-fränkischen Weg der Jakobspilger im Zuge der Alten Frankenstraße identisch gewesen sein. Dieser zweigte wahrscheinlich von der Via Regia bei Königsbrück bzw. Großenhain ab, verlief von der Elbfurt bei Constappel (Wallfahrtskirche St. Nikolaus), über den Gohlberg (vermuteter Burgwart) und die Hühndorfer Höhe, nach Wilsdruff (Jakobikirche), traf dort auf den Heiligen Weg und verließ diesen wieder in Grillenburg (vermutetes Pilgerhospiz) Richtung Freiberg.

## Geschichte
In Grillenburg kreuzten sich in dieser Zeit außerdem noch der Riesenburger Weg bzw. die Alte Meißner Landstraße (auch Längenweg, Langer Weg), von Meißen über den Erzgebirgspass bei Dlouhá Louka / Langewiese zur Burg Rýzmburk / Riesenburg bei Osek / Ossegg, und die Hohe Straße, von Dohna durch die Weißeritz-Furt in Potschappel nach Freiberg. Dem Schutz der Pilgerwege diente auch die Burg Pohrsdorf am Beginn des heutigen Kirchweges im Oberdorf sowie die Wachpunkte Kienberg, Markgrafenstein und Borschelberg (auch Burgstadl) mit dem Ort Warnsdorf im Tharandter Wald. Da die Hussiten bei ihrem Einfall 1429/30 sowie böhmische Söldner in den Bruderkriegen 1450 auch diese Wege nutzten, wurden spätestens in dieser Zeit u. a. der Wachpunkt Markgrafenstein, das Pilgerhospiz in Grillenburg, die Burg Pohrsdorf und die Kirche Fördergersdorf zerstört. Die Burg Tharandt griffen die Hussiten an, was archäologische Untersuchungen belegen, und die Stadt Wilsdruff brannte im Krieg 1450.

## Spätere Nutzung
Einer der letzten prominenten Pilger auf dem nun von Bautzen über Dresden verlaufenden Sächsischen Jakobsweg im Zuge der Frankenstraße war 1503 Heinrich der Fromme, unter dem als Herzog von Sachsen 1539 die Reformation in Sachsen Einzug hielt.
Nach der Reformation blieben die Wege, verbunden mit dem Bau des Jagdhauses Grillenburg auf den Mauern des vermuteten Pilgerhospizes (1554–58), u. a. als Jagdwege und Verbindung zu den Amtsdörfern erhalten. Denn Grillenburg wurde Sitz des Amtes, der Justizbehörde und des Oberforst- und Wildmeisters.
Der Pilgerweg zwischen Fördergersdorf und Grillenburg wurde Ende des 16. Jahrhunderts bis ins 18. Jahrhundert mit einem Waldzeichen markiert, dass ein W mit einem darüber stehenden Stern darstellt. Er verband unter dem Namen Fürsten- oder Herrenweg Dresden mit Grillenburg und führte über Freiberg weiter bis zur Augustusburg bei Flöha. Als sogenannten Leichenweg bzw. Kurfürstenweg nutze man ihn aber auch für die Begräbnisprozessionen der evangelischen Wettiner von Dresden in den Dom nach Freiberg, so am 11. September 1691 für Kurfürst Georg III. (Beisetzung: 11. Dezember 1691) und am 27. April 1694 für Kurfürst Georg IV. (Beisetzung: 5. Juli 1694).
Der Pilgerweg zwischen Grillenburg und Dippoldiswalde überdauerte als Heiliger Weg zwischen diesen herrschaftlichen Amts- und Jagdsitzen die Zeit und wurde mit dem Symbol eines Hirschgeweihes markiert. Noch heute trägt ein Weg bei Höckendorf diesen Namen.
1737 stellte man anstelle von Postmeilensäulen und verfallener Holzsäulen in Sichtweite Jagdsäulen aus Sandstein am Fürsten- oder Herrenweg zwischen Dresden und Grillenburg auf. Im Gegensatz zu den bis heute erhaltenen Jagdsäulen des Dresdner Geheges aus dem 17. Jahrhundert, unter anderem in Braunsdorf, Kesselsdorf und Kleinopitz, waren daran unter den Kurschwertern die sonst als Waldzeichen in die Bäume zu schlagende Wegmarkierung W mit einem Stern darüber und die Jahreszahl 1737 eingemeißelt. Nachbildungen laut historischen Beschreibungen wurden in Fördergersdorf und im Tharandter Wald aufgestellt.
Erst das ab 1811 durch Heinrich Cotta im Tharandter Wald eingeführte schachbrettartige und geradlinige Schneisen- und Flügelsystem löste zahlreiche historische Wege, wie auch die Pilger- und Jagdwege ab, deren Verlauf heute nur noch durch tiefe Gräben im Gelände zu erahnen ist.

## Wiedereinweihung
Am 18. Mai 2003 wurde nach einem gemeinsamen Gottesdienst der Kirchgemeinden Fördergersdorf und Tharandt in Kurort Hartha im Rahmen der Wanderung auf den Wegen der Lieder mit dem Chor des Kurortes Hartha e.V. ein vom Sächsischen Lehrforstamt Tharandt (heute: Forstbezirk Bärenfels) unter Leitung des Revierförsters Dirk Junkuhn rekonstruierter historischer Pilger- und Jagdweg der Öffentlichkeit vorgestellt.
Es handelt sich dabei um einen sehr tiefen Hohlweg am Ascherhübel im Tharandter Wald, der parallel zum Mühlweg zwischen Spechtshausen und der Ernemann-Schutzhütte im Triebischtal verläuft, wo der Wanderer nun neben einem hölzernen Pilgerkreuz und einer sandsteinernen Jagdsäule auch noch in die Bäume geritzte Wegmarkierungen vorfindet. Das Pilgerkreuz im Tharandter Wald wurde nach einem historischen Vorbild gestaltet, was an der Grenze zu Böhmen bei Fürstenwalde als sogenanntes Schwarzes Kreuz (Alte Dresden-Teplitzer Poststraße) erhalten blieb.
Im Anschluss an das Projekt Ökumenischer Pilgerweg, betreut vom ev.-luth. Landesjugendpfarramt Sachsen, das sich auf den Weg der Jakobspilger im Zuge der Via Regia mit kostenlosen Pilgerherbergen konzentriert, wurde unter Federführung des Vereines Sächsischer Jakobsweg an der Frankenstraße der Pilgerweg im Tharandter Wald, als Teil der Verbindungen von der Via Regia (Königsbrück bzw. Bautzen) zu den Wegen der Jakobspilger in Franken (Hof), neu markiert und kann so wieder eine überregionale Bedeutung erlangen. Die Markierung und Erstbegehung des Sächsischen Jakobsweges im Tharandter Wald wurde 2011 sowie im Wilsdruffer Land mit der Einweihung am 17. Mai 2012 durchgeführt. Pilgerherbergen gibt es am Tharandter Wald im Pfarrhaus Fördergersdorf und im Jugendcamp Naundorf. Stempelstellen wurden in der Kirche Fördergersdorf und am Gasthaus Waldhof zu Grillenburg (heute gegenüber an der Gondelstelle, Freundschaftsweg) aufgebaut.
Ein grenzüberschreitender Wander- und Pilgerweg, der sich nicht mit dem Heiligen Weg identifiziert, besteht ohne Wegemarkierung zwischen Mariánské Radčice / Maria Ratschitz und Osek / Ossegg (Böhmen) sowie Rechenberg und wird bis Ende 2022 als Riesenburger Steig in das Projekt Heiliger Weg integriert und als Riesenburger Weg bis zum Anschluss in Frauenstein geführt.
Zwischen Frauenstein und Meißen ist der Heilige Weg bereits markiert bzw. ausgeschildert und soll über bereits bestehende markierte Wanderwege vom Kloster Osek bis zum Meißner Dom bzw. der Jakobskapelle in Meißen wieder erlebbar werden. Er ist somit schon durchgängig begehbar. Die Wegeverhältnisse und Beschilderungen bzw. Markierungen sind aber noch nicht in der ausreichenden Qualität für eine Wanderempfehlung zum gesamten Weg. Der Heilige Weg gehört jedoch schon zum System  der Wege der Jakobspilger mit Anschluss zum Sächsischen Jakobsweg.
Das Haus der Stille beim ev.-luth. Pfarramt Grumbach mit Pilgerherberge und das Rüstzeitheim des ev.-luth. Stadtjugendpfarramtes Dresden Unsere Hütte in Kurort Hartha sowie die von der Stiftung Leben und Arbeit als Autobahnkirche betreute Jakobikirche in Wilsdruff lassen sich schon heute gut damit verbinden.

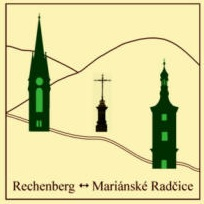
Markierung Pilgerweg Mariánské Radčice / Maria Ratschitz → Rechenberg
Markierung Heiliger Weg Landesgrenze → Meißen
Markierung Sächsischer Jakobsweg Königsbrück bzw. Bautzen → Hof

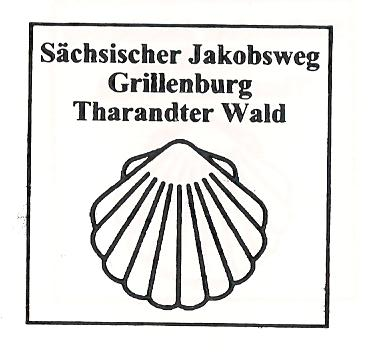
Stempel Sächsischer Jakobsweg – Station Grillenburg im Tharandter Wald
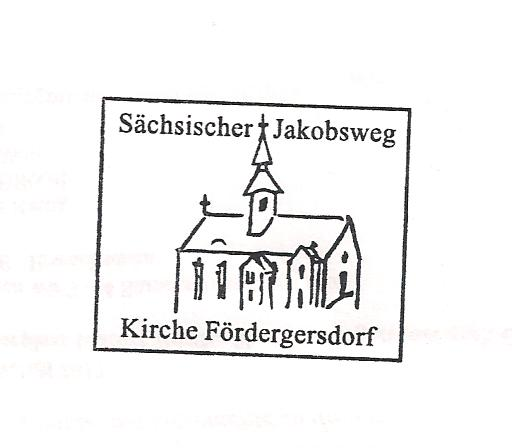
Stempel Sächsischer Jakobsweg – Station Kirche Fördergersdorf am Tharandter Wald